# Novosedly (Strakonicei járás)
Novosedly falu és önkormányzat (obec) Csehország Dél-csehországi kerületének Strakonicei járásában. Területe 8,44 km², lakosainak száma 355 (2008. 12. 31). A falu Strakonicétől mintegy 8 km-re nyugatra, České Budějovicétől 58 km-re északnyugatra, és Prágától 103 km-re délnyugatra fekszik.
A település első írásos említése 1227-ből származik.

## Nevezetességek
- Nepomuki Szent János szobra.
- Kápolna

## Népesség
A település népessége az elmúlt években az alábbi módon változott:
| Lakosok száma | 628  | 644  | 632  | 451  | 395  | 338  | 355  | 351  | 347  | 360  |
|               | 1869 | 1890 | 1921 | 1950 | 1980 | 2001 | 2017 | 2019 | 2022 | 2024 |